# 女性史学賞
女性史学賞（じょせいしがくしょう）とは、奈良女子大学アジア・ジェンダー文化学研究センターが主催し、女性史・ジェンダー史的考察に基づく書籍に贈られる学術賞である。

## 概要
2005年に脇田晴子が女性史研究の発展を願って創設した賞で、2017年に奈良女子大学アジア・ジェンダー文化学研究センターが継承した。
対象は、女性史・ジェンダー史的考察をもとに執筆された日本語の著作（出版国は日本に限らない）であり、原則として初めての単著となる研究書に贈られる。分野は歴史学に限らず、文学 ・社会学・文化人類学・民俗学等も対象としている。著者の国籍、年齢、性別は問わない。
2018年度から2024年度の選考委員は、岸本美緒、武田佐知子、成田龍一、姫岡とし子、鈴木則子の各氏が務めている。

## 受賞した著作
- 第1回（2006年）[4]

金富子『植民地期朝鮮の教育とジェンダー－就学・不就学をめぐる権力関係－』世織書房、2005年。ISBN 4-902163-16-0。
- 第2回（2007年） [4]

内藤千珠子『帝国と暗殺－ジェンダーからみる近代日本のメディア編成－』新曜社、2005年。ISBN 4-7885-0968-7。
山崎明子『近代日本の「手芸」とジェンダー』世織書房、2005年。ISBN 4-902163-22-5。
- 第3回（2008年） [4]

京樂真帆子『平安京都市社会史の研究』塙書房、2008年。ISBN 9784827312188。
押山美知子『少女マンガジェンダー表象論－〈男装の少女〉の造形とアイデンティティ－』彩流社、2007年。ISBN 9784779112447。
- 第4回（2009年） [4]

木村朗子『恋する物語のホモセクシュアリティ－宮廷社会と権力－』青土社、2008年。ISBN 9784791763986。 / 『乳房はだれのものか－日本中世物語にみる性と権力－』新曜社、2009年。ISBN 9784788511415。
- 第5回（2010年） [4]

本賞 清家章『古墳時代の埋葬原理と親族構造』大阪大学出版会、2008年。ISBN 978-4-87259-356-3。
特別賞 アンヌ・ブッシイ『神と人のはざまに生きる－近代都市の女性巫者』東京大学出版会、2009年。ISBN 978-4-13-013200-8。
- 第6回（2011年）[4]

磯山久美子『断髪する女たち－1920年代のスペイン社会とモダンガール』新宿書房、1999年。ISBN 4-316-35770-0。
小野沢あかね『近代日本社会と公娼制度－民衆史と国際関係史の視点から』吉川弘文館、2010年。ISBN 9784642037938。
- 第7回（2012年）[4]

内田雅克『大日本帝国の「少年」と「男性性」－少年少女雑誌に見る「ウィークネス・フォビア」』明石書店、2010年。ISBN 9784750332192。
姚毅『近代中国の出産と国家・社会－医師・助産師・接生婆－』研文出版、2011年。ISBN 9784876363315。
- 第8回（2013年）[4]

宮西香穂里『沖縄軍人妻の研究』京都大学学術出版会、2012年。ISBN 9784876982370。
- 第9回（2014年）[4]

澤田佳世『戦後沖縄の生殖をめぐるポリティクス－米軍統治下の出生力転換と女たちの交渉－』大月書店、2014年。ISBN 9784272350407。
松原宏之『虫喰う近代－1910年代社会衛生運動とアメリカの政治文化－』ナカニシヤ出版、2013年。ISBN 9784779507670。
- 第10回（2015年）[4]

土田陽子『公立高等女学校にみるジェンダー秩序と階層構造－学校・生徒・メディアのダイナミズム－』ミネルヴァ書房、2014年。ISBN 9784623070121。
嶺崎寛子『イスラーム復興とジェンダー－現代エジプト社会を生きる女性たち－』昭和堂、2015年。ISBN 9784812214343。
- 第11回（2016年）[4]

遠藤みどり『日本古代の女帝と譲位』塙書房、2015年。ISBN 9784827312782。
辻智子『繊維女性労働者の生活記録運動―1950年代サークル運動と若者たちの自己形成』北海道大学出版会、2015年。ISBN 9784832968158。
- 第12回（2017年）[4]

辻浩和『中世の〈遊女〉－生業と身分－』京都大学学術出版会、2017年。ISBN 9784814000746。
- 第13回（2018年）[4]

柳原恵『〈化外〉のフェミニズム―岩手・麗ら舎読書会の〈おなご〉たち』ドメス出版、2018年。ISBN 9784810708387。
- 第14回（2019年）[5]

北村紗衣『シェイクスピア劇を楽しんだ女性たち―近世の観劇と読書―』白水社、2018年。ISBN 9784560096000。
- 第15回（2020年）[6]

小野仁美『イスラーム法の子ども観―ジェンダーの視点でみる子育てと家族』慶應義塾大学出版会、2019年。ISBN 9784766426410。
- 第16回（2021年）[7]

受賞作なし
- 第17回（2022年）[8]

三浦麻美『「聖女」の誕生：テューリンゲンの聖エリーザベトの列聖と崇敬』八坂書房、2020年。ISBN 9784896942781。
- 第18回（2023年）[9]
  - 寺澤優『戦前日本の私娼・性風俗産業と大衆社会：売買春・恋愛の近現代史』有志舎、2022年。ISBN 978-4-908672-61-3
  - 堀川祐里『戦時期日本の働く女たち：ジェンダー平等な労働環境を目指して』晃洋書房、2022年。ISBN 978-4-7710-3558-4
- 第19回（2024年）[10]

田村美由紀『口述筆記する文学：書くことの代行とジェンダー』名古屋大学出版会、2023年。ISBN　978-4-8158-1129-7